# Kaarina Helakisa
Marja Kaarina Helakisa-Käkelä (née le 22 juin 1946 à Helsinki où elle meurt le 21 mai 1998) est une écrivaine et traductrice finlandaise. 

## Biographie
Fille d'un directeur de banque et d'une dentiste, Kaarina Helakisa naît à Helsinki. Elle étudie à l'université d'Helsinki et de Rostock, où elle obtient une licence en lettres et sciences humaines en 1969. La même année, elle travaille à la bibliothèque de la Société finlandaise de littérature. Avant de se consacrer à temps plein à l'écriture et à la traduction, Helakisa travaille pendant trois ans comme journaliste pour le magazine Apu.
Son premier Livre de contes paraît lors de sa dernière année de lycée en 1964, alors qu'elle n'a que 18 ans. Quatre ans plus tard, paraît son deuxième livre Les Séraphins fuyants, ou les ours de toutes les couleurs. En 1973, elle publie un recueil de contes et d'histoires sur la nature et écologie Caramel Elli Velli. 
Les œuvres d'Helakisa comportaient également de nombreuses références intertextuelles. Par exemple, le roman-conte Au moins un million de hérons bleus (Ainakin miliona sinistä kitsaa, 1978) est basé sur La Tempête de William Shakespeare. Parmi ses œuvres figurent également la série James Bond (1993-1995) et Blanche-Neige (1992). L'aspect multidimensionnel est particuliérement présent dans l'œuvre destinée aux adultes Annan seitämenä elämää (1987). Sa forme est similaire à celle d'un conte de fées classique, mais ses thèmes sont plus proches de ceux des Mille et Une Nuits. Parmi les autres contes pour adultes, on trouve Le Château de Verre et Olena et Vassukka.
Helakisa a écrit des dizaines de livres, poèmes, pièces de théâtre, pièces radiophoniques et téléfilms au cours de sa carrière. Elle a également traduit une grande quantité de littérature pour enfants en finnois, notamment la série Le Monde de Narnia de C. S. Lewis, Les Frères Cœur-de-lion d'Astrid Lindgren et La Vallée des Moomins de Tove Jansson. Beaucoup de ses poèmes sont mis en musique pour devenir chansons et comptines d'enfants.   
Kaarina Helakisa était mariée au politicien Reijo Käkelä. Ils ont eu trois enfants, Riika (née en 1975), Pietarin (née en 1979) et Matias (née en 1982). 
Depuis 1999, Otava décerne le prix Kaarina-Helakisa à un auteur ou illustrateur jeunesse.

## Ouvrages
- Kaarina Helakisan satukirja, WSOY, 1964
- Taikapuu, WSOY, 1968
- Elli velli karamelli, Weilin+Göös, 1973
- Ystäväni metsänväki, Sanoma, 1975
- Posetiivi, WSOY, 1976
- Saima Harmaja : legenda jo eläessään, WSOY, 1977
- Ainakin miljoona sinistä kissaa, WSOY, 1978
- Antti Pantti Neliskantti matkalla maan ääriin, Weilin+Göös, 1979
- Olena ja Vassuska, Otava, 1979
- Pallero, Lääkintöhallitus, 1979
- (fi) Pikku Pegasos : 400 kauneinta lastenrunoa (ill. Jori Svärd), Helsinki, Otava, 1980, 288 p. (ISBN 951-1-05618-2)
- Aarrematka Aakkosmaahan, Kirjalito, 1981
- Kellokukkakello, Otava, 1981
- Satupuhelin eli Kuinka norsu Kosti telefoonin osti, 1981, Puhelinlaitosten liitto
- Kuninkaantyttären siivet, Otava, 1982
- Pietari ja susi, Weilin+Göös, 1982
- Lumottu ruusu, Otava, 1983
- Pikku Joonas, Otava, 1984
- Tilkkutarinoita, Kansankulttuuri, 1984
- Into, parrakas vauva, Otava, 1985
- Meidän kuopus, yhdessä Maikki Harjanteen kanssa, Otava, 1985
- Lasilinna. Merkillisiä kertomuksia, Otava, 1986
- Annan seitsemän elämää, Weilin+Göös, 1987
- Laps’ Suomen, yhdessä Kaari Utrion kanssa, Otava, 1987
- Annan ja Matiaksen laulut : Kaarina Helakisan lastenrunot vuosilta 1966–88 (ill. Jori Svärd), Helsinki, Otava, 1988 (ISBN 951-1-09944-2)

- Taivaskissa ja Kukonkerääjä, Otava, 1988
- Pilviäidin perilliset. Satuja vuosilta 1959—1989, Otava, 1989
- Koska vasta syödään, yhdessä Reijo Käkelän kanssa, Otava, 1990
- Rebekka ja vapaus, eli kertomus Aurora-neidistä ja hänen kahdeksasta nukestaan, Otava, 1990
- Metkuttajat, Lasten oma kirjakerho, 1991
- Suuri prinsessakirja, yhdessä Kaari Utrion kanssa, Otava, 1991
- Lumikki Valkonen, Otava, 1992
- James Bondén ja kultainen ritsa, Otava, 1993
- Naisen paikka, novelleja, Otava, 1993
- James Bondén ja kuuhullut, Otava, 1994
- Suomen lasten runotar (ill. Leena Lumme), Helsinki, Otava, 1994 (ISBN 951-1-12659-8)
- James Bondén ja kummitusmuseo, Otava, 1995
- Suuri dinoryöstö, Otava, 1997
- Aapelus. Aakkosloruja ja hassuja satuja, Lasten Parhaat Kirjat, 1998
- Kesäkeiju ja kuningas Kuuranen, tekijöinä myös Rudolf Koivu ja Ebba Varma, Otava, 1998
- Prinsessan siivet, Otava, 1999
- Kaarina Helakisa et Leena Lumme, Suomen lasten juhlakirja, Helsinki, Otava, 1999 (ISBN 978-951-1-26562-7)
- Mies joka halusi nähdä koko maailman, Otava, 2001
- Riikka Käkelä-Rantalainen (ed.), Sinitukkainen tyttö ja muita satuja, valikoima, Otava, 2005
- Olipakerran ja Senpituinense, Tammi, 2007
- Niille joilla on nauravat korvat. Valitut runot, Otava, 2008
- Rubiinisydän, Lasten Keskus, 2009
- Tuuliin tähystäjä, Lasten Keskus, 2011

## Prix
- Prix national de littérature (Finlande), 1974, 1979
- Prix Topelius, 1965
- Médaille Anni Swan, 1985
- Prix Arvid Lydecken , 1974
- Prix Tirlittan, 1997
- Den nordiske Børnebogspris, 1987